# Parti chrétien social (Liechtenstein)
Pour les articles homonymes, voir Parti chrétien-social et CSP.
Le Parti chrétien social (en allemand : Christlich-Soziale Partei Liechtensteins ou CSP) est un ancien parti politique démocrate chrétien du Liechtenstein.

## Historique
Le Parti chrétien social est créé en 1961 en vue des élections législatives de 1962 où le parti obtient 10,1 % dès sa première participation mais n'obtient aucun siège au Landtag à cause du seuil électoral fixé à 18 % pour obtenir un siège ; le parti est surnommé « les verts »,.
Le CSP dépose un recours constitutionnel en 1966 pour faire supprimer cette clause et obtient gain de cause (un seuil à 8 % sera rétabli en 1973),. Au scrutin suivant le parti obtient moins de 10 % des voix et ne décroche aucun siège ; il dépose un recours électoral qui est rejeté.
Il participe aux scrutins de 1970, où il subit un lourd revers électoral, et 1974 mais échoue encore à obtenir des sièges, tandis que ses résultats sont de plus en plus faibles, et disparaît par la suite.

## Résultats électoraux

### Élections législatives
| Élection | Voix | %    | Sièges | Gouvernement        |
| -------- | ---- | ---- | ------ | ------------------- |
| 1962     | 342  | 10,1 | 0 / 15 | Extra-parlementaire |
| 1966     | 323  | 8,7  | 0 / 15 | Extra-parlementaire |
| 1970     | 65   | 1,6  | 0 / 15 | Extra-parlementaire |
| 1974     | 922  | 2,69 | 0 / 15 | Extra-parlementaire |